# 兵庫県道・大阪府道99号伊丹豊中線
兵庫県道・大阪府道99号伊丹豊中線（ひょうごけんどう・おおさかふどう99ごう いたみとよなかせん）は、兵庫県伊丹市から大阪府豊中市に至る主要地方道（兵庫県道・大阪府道）である。

## 概要
大阪国際空港の滑走路下を地下道（空港地下道）で立体交差する。同地下道の管理は兵庫県宝塚土木事務所本所が行っている。

### 路線データ
- 陸上距離：4.9 km
- 起点：兵庫県伊丹市伊丹（伊丹1交差点、兵庫県道13号尼崎池田線交点）
- 終点：大阪府豊中市中桜塚（桜塚交差点、国道176号・大阪府道2号大阪中央環状線（旧道）交点）

## 歴史
- 1954年（昭和29年）
  - 1月20日 - 建設省（現・国土交通省）が主要地方道伊丹豊中線を指定。
  - 6月10日 - 大阪府が主要地方道4号伊丹豊中線を認定。
  - 11月24日 - 兵庫県が主要地方道34号伊丹豊中線を認定。
- 1966年（昭和41年）2月1日 - 兵庫県が本路線の整理番号を34から14へ変更。
  - 兵庫県道34号はこの日に認定された主要地方道朝来大原線（現・一般国道429号のうち朝来市朝来町 - 岡山県美作市大原町間）へ転用。
- 1984年（昭和59年）3月 - 大阪府が案内上の府道番号を12号となる。
- 1993年（平成5年）
  - 5月11日 - 建設省から、主要府県道伊丹豊中線が伊丹豊中線として主要地方道に指定される[1]。
  - 12月1日 - 兵庫県が本路線の整理番号を14から99へ変更。
- 1994年（平成6年）4月1日 - 大阪府が府道番号を12から99へ変更。

## 路線状況

### 別名
- 略称・伊豊線（イトヨ）
- キューキュー
- 伊丹街道（豊中市の一部の地域のみ）
- 飛行場線

### 道路施設
- 桑津橋（猪名川、伊丹市藤ノ木2丁目 - 伊丹市桑津1丁目）
- 空港地下道（大阪国際空港、伊丹市小阪田 - 豊中市南空港町）

## 地理

### 通過する自治体
- 兵庫県
  - 伊丹市
- 大阪府
  - 豊中市

### 交差する道路
- 兵庫県道13号尼崎池田線 産業道路（兵庫県道41号大阪伊丹線重複）・兵庫県道334号寺本伊丹線（伊丹市伊丹・伊丹1交差点）
- 阪神高速11号池田線 豊中北出入口・大阪府道10号大阪池田線（豊中市走井・走井交差点）
- 国道176号・大阪府道2号大阪中央環状線（旧中央環状線）（豊中市中桜塚・桜塚交差点）

### 沿線にある施設など
- 伊丹市立美術館
- イオンモール伊丹
- ジャパン伊丹店（ディスカウントストア） - 発祥の地であり、かつては本社が置かれていた。
- 伊丹スカイパーク
- 伊丹市立こども文化科学館
- 伊丹市立神津小学校
- 大阪国際空港
- 豊中市立箕輪小学校
- 豊中市立克明小学校
- 豊中市立第五中学校
- 大門公園